# 영월복합화력발전소
영월복합화력발전소(寧越複合火力發電所)는 강원특별자치도 영월군 영월읍 정양리에 위치한 복합화력발전소로, 한국남부발전에서 운영하고 있다. 서울화력발전소에 이어 대한민국의 2번째로 건립된 화력발전소이자 국내 최초의 무연탄 발전소로 65년간 국내 산업 발전의 원동력이 되었던 구 영월화력발전소 부지에 새롭게 건설된 복합화력발전소이다.
2001년부터 가동이 중단된 무연탄 연소 방식의 구 1,2호기를 2006년부터 철거한 뒤, 해당 부지에 LNG를 연료원으로 사용하는 복합화력 방식으로 다시 건설되었다.

## 연혁
- 1935년 7월: 조선전업주식회사(朝鮮電業株式會社)에서 착공.
- 1941년 3월: 발전설비 10만㎾(2만 5,000㎾급 발전기 4기)규모 영월 제1화력발전소 준공.
- 1945년 8월 15일~ 1946년 12월말: 8.15 해방이후 발전중지.
- 1947년 1월: 미군정시기 재가동.
- 1950년 6월 25일~1953년 7월 27일: 한국전쟁으로 파괴.
- 1961년 4월: 제1화력발전소 복구공사 착공.
- 1961년 7월 1일 : 한국전력주식회사에서 인수.
- 1962년 5월: 제2화력발전소 착공.
- 1963년 12월: 제1화력발전소 전력생산 재개.
- 1965년 9월 18일: 발전설비 10만kW급(5만㎾급 무연탄-중유혼소 발전기 2기) 제2화력발전소 준공.[1]
- 1972년 8월 25일: 영서지역 집중 호우로 침수 피해가 발생하자 상공부에서 제1화력발전소 폐쇄 조치.[2]
- 1976년 2월: 영월 제1화력발전소 철거완료.
- 1977년 12월: 5만㎾급 가스터빈 4대 준공.
- 1979년 6월: 10만㎾급 증기터빈 1기 설치완료로 첨두부하용 발전설비 30만㎾급 복합화력발전소 준공.
- 1998년 12월 4일: 30만㎾급 복합화력발전소 폐지[3]
- 2001년 12월 31일: 제2화력발전소 발전종료.[4]
- 2006년 5월: 제2화력발전소 철거시작[5]
- 2007년 4월 17일: 발전소 폭파해체[6]
- 2010년 11월 30일: LNG발전설비 848㎿급 영월복합화력발전소 준공.[7]

## 발전설비 현황[8]
| 발전방식      | 발전원        | 설비용량                           | 소계 (MW) |           |
| ------------- | ------------- | ---------------------------------- | --------- | --------- |
| 복합화력      | LNG           | G/T: 183MW × 3기, S/T: 299MW × 1기 | 848       |           |
| 신재생에너지  | 태양광        | 0.055MW × 1기                      | 0.055     |           |
| 설비용량 총계 | 설비용량 총계 | 848.055MW                          | 848.055MW | 848.055MW |